# Fuseau de Berthe
Le fuseau de Berthe est un menhir situé sur la commune de Sévérac dans le département de la Loire-Atlantique.

## Protection
Le monument est classé au titre des monuments historiques en 1990, mais son inscription a été annulée.

## Description
Vu de face, c'est une dalle massive de forme rectangulaire de 3,50 m de hauteur, 2 m de largeur et 0,60 m d'épaisseur. Vu de côté, il affecte une forme ogivale qui lui a valu sa comparaison avec un fuseau. Vu de l'arrière, il paraît ébréché, il était peut-être plus haut à l'origine et fut peut-être christianisé par l'érection d'une croix sur son sommet.
Le menhir est situé au lieu-dit le Rocher-de-la-Vache, qui correspond à un chaos rocheux.

## Folklore
Selon la légende, toutes les pierres des environs auraient été perdues par la fée Mélusine, sur son trajet vers Carnac. Les lieux seraient fréquentés par des nains et des bêtes fauves. Selon une autre tradition, une nuée accompagnée d'un bruit de galop s'élève parfois à proximité. Le site, connu pour être le lieu de cultes païens, fit l'objet d'une christianisation par l'édification d'une chapelle consacrée à Saint-Michel et d'une statue de l'archange terrassant le dragon. 